# 夏色片想い
「夏色片想い」（なついろかたおもい）は、菊池桃子の楽曲で、8枚目のシングルである。1986年5月14日に発売。

## 解説
- 前作の「Broken Sunset」に引き続き、有川正沙子が作詞を担当。なお菊池のシングル曲で、有川の作品は同曲が最後となった。

## 収録曲
1. 夏色片想い
  - 作詞:有川正沙子／作曲・編曲:林哲司

TBS系水曜ドラマスペシャル『放浪』（さすらい）主題歌
日立ビデオ「マスタックスHiFi」・TV CMイメージソング
2. 夜明けのSpeed Way
  - 作詞:有川正沙子／作曲・編曲:林哲司

## カバー
- 2005年には、堀ちえみがアルバム『80's IDOL SONGS COLLECTION』にて「夏色片想い」をカバーしている。